# Menhir van Ozo

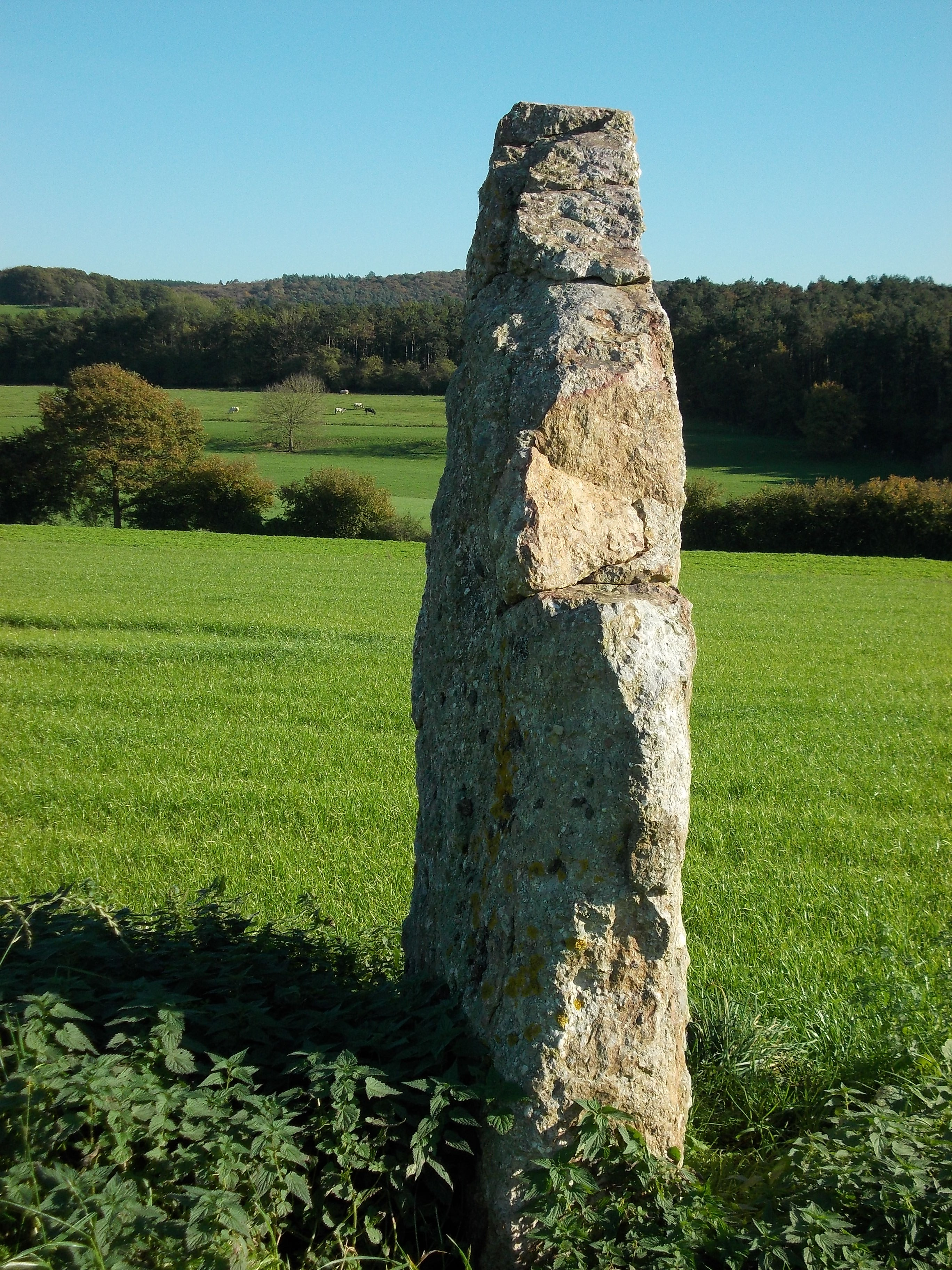

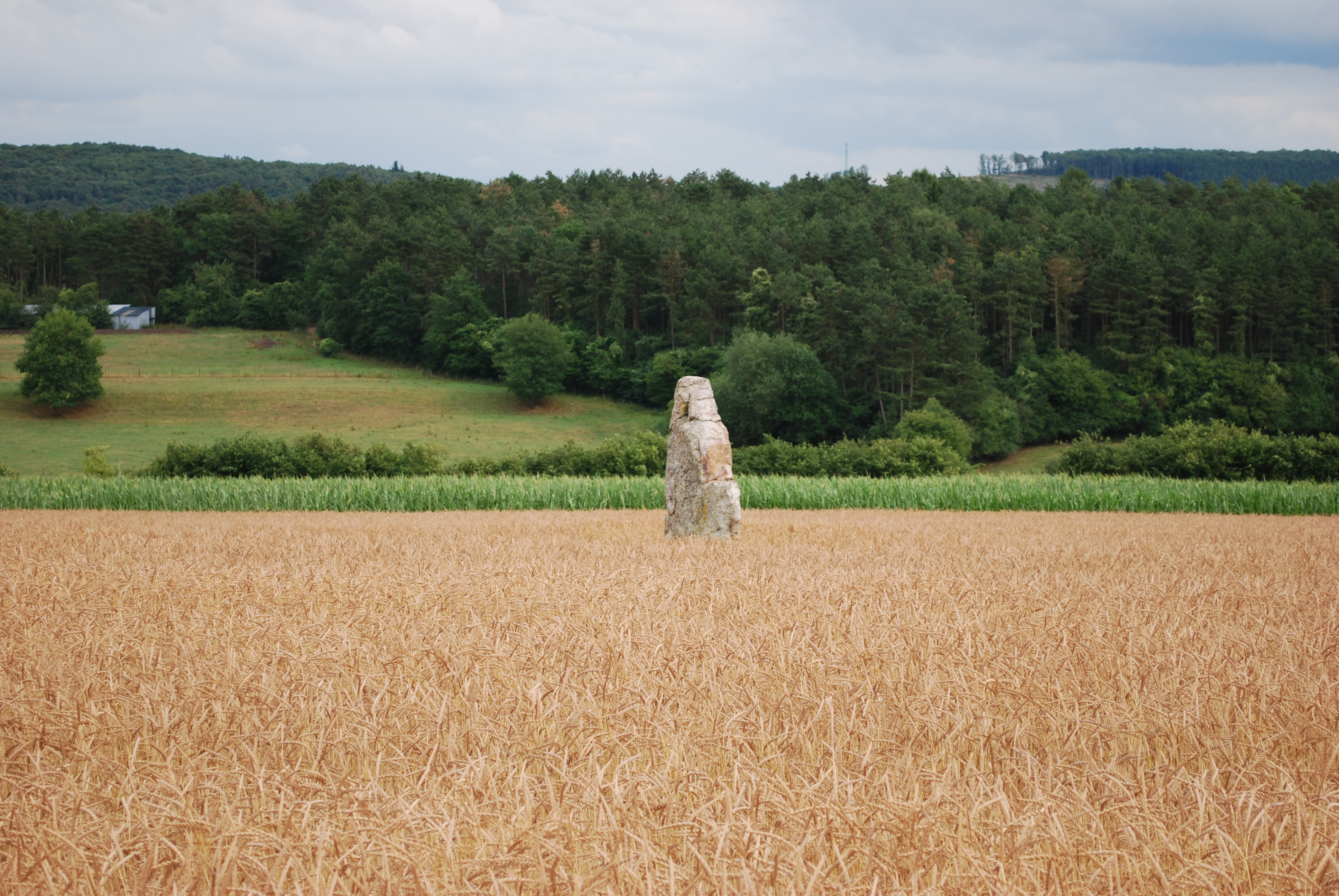
Menhir van Ozo, gezien vanaf de weg

De Menhir van Ozo is een menhir bij Ozo in de gemeente Durbuy in de Belgische provincie Luxemburg. De menhir staat op ongeveer een kilometer ten noordoosten van het gehucht, ongeveer een kilometer ten zuidwesten van Izier en zes kilometer ten noordnoordoosten van Wéris. De menhir staat op de hoogte aan de noordkant van de vallei waarin Wéris gelegen is en is de noordelijkste megaliet in het gebied. Hij markeert de noordelijke grens van het megalithische gebied. In de omgeving, in en rond de vallei waarin Wéris gelegen is, bevinden zich twee dolmens en nog een aantal andere menhirs. De verschillende megalieten in de omgeving zouden verschillende alignmenten met elkaar vormen die evenwijdig aan elkaar gelegen zijn.
De menhir staat midden in het veld aan de oostkant van de weg van Ozo naar Izier. De steen weegt 6,5 ton en heeft een hoogte van 3,4 meter.

## Geschiedenis
In 1942 heeft de boer, op wiens land deze steen lag, geprobeerd dit hinderlijke stuk puddingsteen met dynamiet op te blazen. Dit heeft alleen de punt van de menhir beschadigd.
In 1999 werd de steen herkend als een menhir en in mei en juni van dat jaar is deze steen opgegraven en weer rechtop gezet in zijn oorspronkelijke plantkuil. Daarbij is ook de punt hersteld met epoxyhars.